# 托馬斯·伯恩斯
托馬斯·伯恩斯（Thomas Burns，2000年4月23日—）生於坎特伯雷區基督城，是一名紐西蘭男子跆拳道運動員。他曾經獲得2018年大洋洲跆拳道錦標賽男子68公斤級銅牌。

## 外部連結
- TaekwondoData.com （页面存档备份，存于）